# Ivan Vinogràdov
  Ivan Vinogràdov  (rus: Иван Матвеевич Виноградов)  (Miloljub, 2 de setembre de 1891 (Julià) - Moscou, 20 de març de 1983) va ser un matemàtic soviètic.

## Vida i Obra
Tot i haver nascut en una petita aldea de la qual era sacerdot el seu pare, Vinogradov va créixer i es va educar a la ciutat de Velíkie Luki a la que va ser destinat el seu pare. Va fer els estudis secundaris des de 1903 fins a 1910 a l'escola tècnica d'aquesta ciutat. El 1910 va ingressar a la universitat de Sant Petersburg on es va graduar el 1914. El 1915 va rebre una beca per continuar les seves recerques sobre els residus quadràtics.
De 1918 a 1920 va ser professor de la universitat Estatal de Perm. El 1920 va retornar a Sant Petersburg, on va ser simultàniament professor de la universitat i del institut politècnic. El 1934, quan l'institut de física i matemàtiques es va dividir en dos: l'Institut Lébedev de Física i l'Institut Steklov de Matemàtiques, va ser nomenat director d'aquest darrer, càrrec que va mantenir fins a la seva mort, excepte el període de la Segona Guerra Mundial (1941-1946) durant el qual fou dirigit per Serguei Sóbolev.
La seva personalitat, extravagant i profundament contradictòria, no va ser un obstacle per crear un brillant centre de recerca matemàtica que persisteix fins als nostres dies. La seva gestió, però, va estar esquitxada per un notable antisemitisme.
Vinogradov és autor de més de 150 treballs científics, la majoria d'ells en teoria de nombres i, particularment, en el mètode de sumes trigonomètriques. Va obtenir resultats notables en el problema de Waring, en el terme d'error del teorema dels nombres primers i en la conjectura feble de Goldbach. Els mètodes que va crear per resoldre problemes en teoria de nombres troben aplicacions importants en diverses branques de la matemàtica: en anàlisi matemàtica i càlcul aproximat, en teoria de la probabilitat i en matemàtica discreta.
Vinogradov va ser escollit membre de diverses acadèmies i institucions científiques de tot el mon i va rebre innombrables premis soviètics.
Dos anys després de la seva mort, es van publicar les seves Obres escollides (1985) editades per un dels seus assistents del Institut Steklov, Ludvig Faddeev.